# Guelfo II di Toscana
Guelfo II (1140 circa – Siena, 12 settembre 1167), della stirpe dei Welfen, conte di Altdorf, fu l'unico figlio maschio di Guelfo I di Toscana e Uta di Schauenburg.

## Biografia
Dal 1154 partecipò alle Italienzug di Federico I Barbarossa contro il papa a Roma. In rappresentanza del padre, supervisionò i possedimenti italiani di questo. Combatté contro il conte palatino di Svevia Ugo II di Tubinga nella faida di Tubinga, ma vi trionfò solo dopo l'intervento del padre Guelfo I e dell'imperatore Federico I. Nel 1167 partecipò alla battaglia di Prata Porci. Morì poco dopo come molti altri, probabilmente di malaria, premorendo al padre.
Guelfo II venne sepolto come suo padre nella chiesa del monastero di San Giovanni Battista nell'abbazia di Steingaden.